# Nyer
Nyer (['ɳeɾ] o ['ɳeɾt], en francès i oficialment en la mateixa forma, escrit sovint Anyer sobretot en època moderna) és una comuna de la Catalunya del Nord, a la comarca del Conflent.
El terme comprèn, a més del poble de Nyer, l'antic poble d'En, ara quasi del tot despoblat i en ruïnes, el balneari i veïnat dels Banys de Toès i la capella de la Mare de Déu de la Roca. Dins del terme hi ha també la Reserva Natural de Nyer.

## Etimologia
Joan Coromines explica en el seu Onomasticom Cataloniae l'origen basc del topònim Nyer: angio erri (el poble de la devesa) (per tant, el mateix ètim de la segona meitat del topònim Soanyes.

## Geografia

### Localització i característiques generals del terme

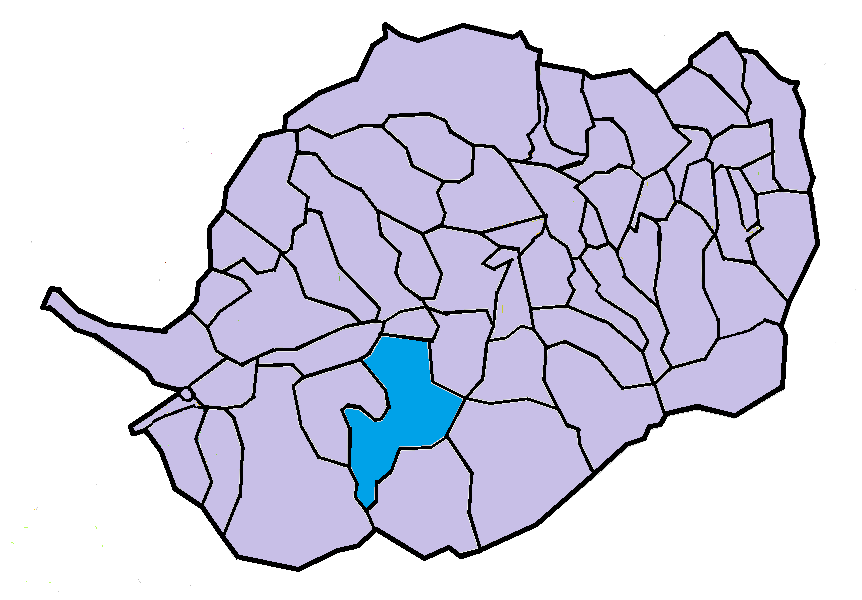
Situació de la comuna de Nyer en el Conflent

El terme comunal de Nyer, de 370.000 hectàrees d'extensió (el tercer de més extensió de la comarca) és situat bàsicament a la vall de la Ribera, o Rec, de Mentet. És a la zona sud-oest de la comarca. La major part del terme forma part del Parc Natural Regional del Pirineu Català.
El terme de Nyer inclou tres territoris diferents. La major part és vall mitjana i baixa de la Ribera de Mentet, amb els seus afluents. Al nord-oest del terme hi ha també l'antic terme d'En, format d'una banda, a migdia, la vall del Còrrec de la Vall, afluent directe de la Tet just al davant, sud-est, dels Banys de Canavelles, i de l'altra del coster, on es troba el poble d'En, de la dreta de la Tet al nord-est dels Banys de Canavelles i al sud del Molí del Pont Nou. Finalment, a l'extrem sud-oest del terme hi ha la meitat oriental de la vall del Torrent de Carançà, amb els afluents que hi arriben per aquest costat.
És un terme molt escarpat, amb alçàries importants al sud, carenes importants en diferents punts del terme, i una vall, la de la Ribera de Mentet, amb passos molt estrets, com les Gorges de Nyer, molt difícils de seguir fins i tot a peu. El punt més elevat del terme és el Pic de Serra Gallinera, de 2.663 m alt, situat a l'extrem sud del terme, des d'on arrenquen dues carenes: la nord-oest marca el termenal entre Nyer i Toès i Entrevalls, que va davallant fins a atènyer el Torrent de Carançà a 1.900 m alt; la carena que arrenca cap al nord-est és la que marca el termenal entre Nyer i Mentet, i des del Pic de Serra Gallinera davalla cap al Coll del Pal, a 2.295 m alt, on el límit amb Mentet deixa de seguir la carena, ja que baixa cap al vessant de llevant de la carena principal.
Del Coll del Pal continua cap al nord una carena interior del terme de Nyer que duu al Puig de Ribes Blanques, de 2.445 m alt, d'on continua cap al nord-est primer i cap al nord després, passant pel Puig de la Costa Llisa, de 2.326 m alt, i arribat al Roc dels Cimbells, de 2.272. Aquesta carena és la que separa les valls de la Ribera de Mentet, a orient, de la del Torrent de Carançà, a occident. Al Roc dels Cimbells aquesta carena deixa de ser interior del terme de Nyer, i esdevé el termenal entre Nyer i Toès i Entrevalls; davalla cap al nord-est i després cap al nord, i passa pel Collet de la Rabadana, a 2.141,5 m alt, pel Roc dels Traspassats, de 2.936,3, pel Serrat de Faget, ja decantada cap al nord-oest, de 1.350,4 m alt, davallant ja cap a la Tet, a la qual arriba a 747 m alt.
Al Coll del Pal, el termenal amb Mentet, com ja s'ha dit abans, no segueix un límit natural clar, atès que segueix de primer la Ribera del Querer, afluent de la de Mentet, i el vessant oriental de la carena que limita les valls de Mentet i de Nyer, fins al punt on torna a pujar cap a la carena, que assoleix al Planell de l'Orri, a 2.032,2 m alt, després va a buscar el Puig de l'Orri, de 2.031,5. Des d'aquest puig baixa cap a l'est i sud-est per la Serra de Poca-roba, fins a assolir el fons de la vall de la Ribera de Mentet a prop de la Farga Vella de Mentet. Al nord-est d'aquest riu, el termenal puja cap al Puig del Senyor, de 1.959,3 m alt, termenal entre Mentet, Nyer i Pi de Conflent, des d'on va cap al Serrat de la Menta, de 2.133, i el Pic de Tres Estelles, de 2.094,7, que és termenal entre Nyer, Pi de Conflent, Saorra i Escaró. El termenal amb Escaró, que s'inicia en el Pic de Tres Estelles, s'adreça al nord-oest passant pel Puig de la Segalissa, de 1.795,4 i va davallant prograssivament cap al Serrat de la Tallada, de 1.580,3, el Coll de la Llosa, de 1.192, per on passa el Rec de Nyer. Després, a l'angle nord-est del terme de Nyer, el límit deixa de seguir referències geogràfiques naturals, en el moment que travessa el sector de les mines de ferro d'Escaró, Nyer i Soanyes, al capdamunt de la vall del Còrrec de Sant Culgat.
Tot seguit, el termenal va a buscar la Serra, límit amb Soanyes, que va davallant dels 1.094 m alt, a l'extrem oriental, fins als 681, just abans d'atènyer la Tet a llevant del Molí del Pont Nou, just al nord de l'Estació de Nyer. El punt més baix del terme de Nyer és a la llera de la Tet quan aquest riu abandona el terme de Nyer, a 641,4 m alt. El poble de Nyer és a 723,5 m alt, En a 949, i els Banys de Toès, a 737,8.
El terme comunal de Nyer està inclòs en el Parc Natural Regional del Pirineu Català.
Termes municipals limítrofs:
| Canavelles        | Soanyes | Escaró                  |
| Toès i Entrevalls |         | Saorra / Pi de Conflent |
| Fontpedrosa       |         | Mentet                  |

### El poble de Nyer

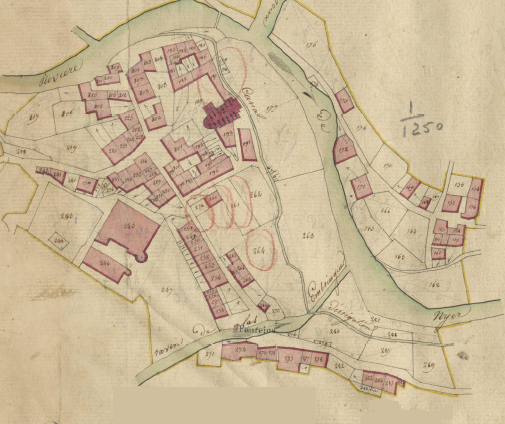
Nyer en el Cadastre napoleònic del 1812 (Arxius Departamentals dels Pirineus Orientals, ADPO)

El poble de Nyer es troba al centre de la part septentrional de la comuna, a prop del límit amb Soanyes i a llevant d'En. És al nord i a l'est de la Ribera de Mentet, que just al seu pas pel poble de Nyer marca un angle recte de llevant a ponent primer, i de sud a nord després. El poble queda lleugerament enlairat respecte del riu.
El poble és en un lleuger coster, amb l'església parroquial de Sant Jaume de Nyer, romànica, en el seu punt més baix, a ponent, el Castell de Nyer en el punt més alt, a llevant de l'església, i la capella de Sant Jaume al mig del petit nucli de població, de carrers estrets.

### En

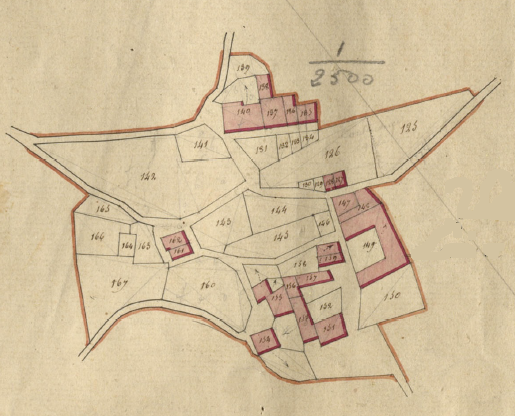
En en el Cadastre napoleònic del 1812 (ADPO)

El poble d'En, actualment quasi del tot despoblat i en ruïnes, és en el sector nord-oest del terme de Nyer, a prop i a ponent del poble cap de la comuna.
Era un petit nucli de cases agrupades a una certa distància al sud-est de l'església de Sant Just i Sant Pastor d'En, romànica.

### Eixalada
El desaparegut monestir de Sant Andreu d'Eixalada era a l'extrem nord-oest del terme de Nyer, a llevant dels Banys de Toès i al sud dels Banys de Canavelles, a prop al sud-est de la Torre de Nyòvols. A Eixalada hi ha les fonts termals que modernament han estat utilitzades pels Banys de Toès.

### Els Banys de Toès
Els Banys de Toès, o dels Graus de Canavelles, foren creats com a Banys Bouis pel farmacèutic perpinyanenc Dominique Bouis l'any 1862 (en el Cadastre napoleònic del 1812 no hi apareix absolutament res, a l'espai que ocupen encara avui dia). Estan situats a l'extrem nord-oest del terme, a llevant dels pobles de Toès i Entrevalls i a prop al sud-oest dels Banys de Canavelles, a tocar del límit de tres comunes: Canavelles, Nyer i Toès i Entrevalls. En el complex del balneari hi ha les capelles de la Mare de Déu de la Salut dels Banys de Toès i de la Mare de Déu de Lurdes dels Banys de Toès, la primera pertanyent a l'antic centre de rehabilitació, i la segona situada en els jardins del balneari.

### Castell de la Roca i Capella de Nostra Senyora
El Castell de la Roca i la capella de Nostra Senyora de la Roca són en un esperó rocós de la dreta de la Ribera de Mentet, a prop al nord del Pas d'en Pi, al sud-est del poble de Nyer i a ponent de la Grevolosa, en un indret feréstec de la vall de la Ribera de Mentet. El castell es remunta, almenys, al segle xi, però està molt desfet. La capella és fruit d'una refecció del 1722.

### Porcinyans
Actualment reduït a una única masia, el Mas d'en Porcinyans, havia estat un lloc del terme de Nyer, amb església parroquial pròpia, dedicada a Sant Iscle. D'aquesta església depenien les de Santa Maria de la Roca de Nyer i Santa Eugènia de Soanyes. És al sector nord-est del terme, a llevant del poble de Nyer i a prop. a migdia, de la zona de mines dels Cóms.

### Els meners dels Cóms
Els meners dels Cóms són a la zona nord-oriental del terme, a prop del límit amb Escaró. Eren, de fet, una part de la gran explotació minera d'Escaró. Va cessar les activitats l'any 1962, com aquelles mines veïnes.

### Els masos del terme
De masos, pròpiament, en el terme de Nyer hi ha només el Mas de Llangorina, el de Pomerol, el del Mallol, o de l'Aviram, el d'en Porcinyans i el de Prunedós, o Cortal d'en Ricard. El que sí que hi ha és una munió de construccions aïllades, sobretot dedicades al pastoreig de muntanya. Hi destaquen algunes barraques, com la Barraca dels Guardaboscos, la dels Italians, la d'en Potes, o la de la Font d'en Faura, i les Barraques de la Descàrrega. També hi ha algunes cabanes, com la d'en Jaume Batlle, la de la Jaça dels Anyells de Borgunyà, la de la Jaça dels Clots, la de la Jaça de Ribes Blanques, la de la Pregonella, la de la Resclosa, la del Formiguer, la de l'Orri, la del Puig, la del Puig de Costa Llisa, la dels Colits, la dels Corralets, la dels Traspassats, la de Milhomes, la de Querroig, la del Coll del Pal i la de la Jaça Vella. També hi ha alguns corrals, com el d'en Casanova, o Cabana de Calf, el d'en Domènec, o de la Solana; són noms antics, ja en desús, el Corral d'en Brial, el d'en Grau i el d'en Respaut. Completen aquesta relació els cortals, com els Cortals dels Colits, mentre que són ja noms antics els cortals de Cortines, del Brial, del Lladet, o d'en Respaut, del Reinald, o d'en Malard (dos amb el mateix nom), del Rigola, o d'en Mercer, de l'Untat, o d'en Vidal, d'en Bolet, d'en Bouer, d'en Calbet, d'en Fillols (també dos), d'en Galderic Prats, d'en Labrossa, d'en Laporta, d'en Llagona, d'en Llibort, d'en Mercer, d'en Moliner, d'en Monner, d'en Pagès (tres del mateix nom), d'en Pi (també tres), d'en Pacull, d'en Prats, d'en Rafel Prats, d'en Sirvant (dos), i els Cortals de Fillols (dos grups de cortals diferents).
Hi ha algunes cases de construcció moderna, com la Casa de la Reserva i la Casa Roja de la Usina, a més de les ruïnes de la Plana, o Casa de la Plana, i de la Central Elèctrica. També hi ha, aïllades de nuclis de població, les dues gares (estacions de tren) del terme: la de Nyer i la dels Banys de Toès.
Entre les obres d'enginyeria del terme de Nyer motivades per la complexa orografia del lloc, cal destacar alguns ponts, com el Pont de Pedra i el Pont Nou, a més de la desapareguda Palanca de Queret, les dues estacions de ferrocarril ja esmentades, i els túnels: el dels Banys, el del Martinet i el de la Ruta dels Annamites. Esment a part mereix la Torre de Nyòvols.

### Hidrònims

#### Cursos d'aigua
La Tet, com a quasi totes les comunes conflentines, és l'element hídric de referència indubtable. A més de la Tet, els altres dos cursos d'aigua importants són la Ribera de Mentet, a la part central i oriental del terme, i el Torrent de Carançà a l'extrem oriental del terme.
La Ribera de Mentet, o Rec de Mentet, té dins del terme de Nyer un traçat molt sinuós i enmig d'un paisatge tan trencat, que no permet el pas de cap carretera o camí que permeti de remuntar el riu fins al poble on s'origina: l'accés al poble de Mentet s'ha de fer des de Pi de Conflent a través del Coll de Mentet, no pas seguint el curs del riu, com és habitual molt sovint. Al capdamunt de la Ribera de Mentet, a la seva capçalera, on discorre íntegrament pel terme de Mentet, aquest riu rep tot un seguit de cursos d'aigua procedents del terme de Nyer: Torrent del Coll del Pal, Torrent de Caps dels Rocs, Torrent del Solà de la Serp, Torrent del Solà de l'Esperella, o de les Perelles, Torrent o Còrrec de l'Orri i Ribera de Queret.
Després d'un breu tram inicial on el riu fa de termenal entre Mentet i Nyer, recorre una vall molt tancada, passant a ponent del Solà del Blai, on hi ha la Font de les Eres. Al llarg d'aquesta vall tancada rep per l'esquerra el Còrrec de Poca-roba i per la dreta els d'en Jaume Batlle i de Juliol, amb les Canals dels Tells i el Torrent del Coll de Bernat. És un tram molt sinuós, retorçat, fins que entra en un altre tram de vall molt tancat quan rep per l'esquerra el Còrrec de l'Orri, de llarg recorregut des del sud-oest del terme, i al cap de poc, pel mateix costat, el Torrent dels Cortalets, amb els torrents de Querroig, de l'Artiga, amb el de l'Orri (còrrec o torrent, segons el tram), el d'en Fons i el Còrrec de Moreries, que rep les Canals de Cambres d'Ase; poc després, ara per al dreta, el Còrrec o Torrent de la Pregonella. Sempre en una vall closa i recargolada, rep per la dreta el Còrrec o Torrent dels Colits. Sempre de forma molt sinuosa, travessa les Gorges de Nyer, al final de les quals rep per l'esquerra el Còrrec de la Coma dels Horts, amb la Canal dels Moros, i poc després passa el Pas d'en Pi. De seguida arriba sota l'ermita de Nostra Senyora de la Roca, a la qual fa pràcticament la volta per sota i pel costat de ponent.
Poc abans d'arribar al poble de Nyer, rep per la dreta primer el Còrrec de la Grevolosa, el de la Peirera, amb el de Roners, de la Trilla, o de la Devesa, o de l'Astor, el de Tremanets, el de la Rodona, el de les Feixes d'en Bider, el de les Terres Negres i el del Mas d'en Porcinyans, i després el de la Trilla, i just sota l'angle sud-oest del poble rep per l'esquerra el Còrrec de l'Erola. Justament en el poble rep encara per la dreta el Torrent de Tartagó, abans, de Bertran, el de la Font, o de la Bera, o de Riquera, el de les Embriagues, el dels Camps d'Arles i el d'Artís, i per l'esquerra els torrents del Roc Roig, del Solellar, o dels Cebellassos, de la Font del Faura i de l'Eirola. En aquest lloc la Ribera de Mentet deixa de tenir un curs tan sinuós, i emprèn la direcció nord-oest. Passat Nyer, la Ribera de Mentet rep encara per la dreta el Torrent de la Truja, després el del Basc, abans Torrent o Canal de Millares, el del Clavetaire, alhora que per l'esquerra el de Trement, altre cop per la dreta el dels Olius, per l'esquerra el del Gavatxó i el del Prat d'en Roca,. Passa a ponent del Mas de Mallol, poc després passa per sota de la línia de ferrocarril i corre un petit tram paral·lel a la via del tren i a la carretera D - 57. De seguida, però, mig abandona el terme de Nyer: la riba esquerra continua essent del terme de Nyer, però la dreta és ara del de Soanyes. Tot just són 100 metres, fent de termenal entre aquestes dues comunes. Finalment, s'aboca en la Tet davant i al sud-est del Molí del Pont Nou de Canavelles i Soanyes.
El Torrent de Carançà, d'altra banda, té en el terme de Nyer la major part d'afluents pel costat dret, des dels torrents de muntanya que davallen de la Gallinera de Borgunyà i els Terregalls, passant pel Torrent dels Clots, la Llisa Negra, el Torrent de Ribes Blanques, el Torrent dels Alabarders, amb les Canals de la Carn, el Torrent de Costa Llisa i el Canal de les Eugues, i el Còrrec o Torrent de Borgunyà, de la Feixa o Canal de les Feixes.
A ponent del terme, al sud-oest d'En, hi ha la vall del Torrent de la Vall, que recull els torrents del Ritgerol, dels Morts i de Cortines. En aquesta zona hi ha també alguns torrents que s'aboquen directament a la Tet, com el de les Aigües Calentes, el de Brugueres i el del Solà.
A l'extrem nord-est del terme de Nyer hi ha alguns cursos d'aigua que hi neixen, però després davallen cap al terme de Soanyes: Torrent d'Aigües Fonts, Torrent de la Canaleta, Torrent dels Cóms i Torrent dels Cogulls.
Al llarg d'aquests rius i torrents es troben alguns gorgs: Gorg de les Canals, o dels Ferros, Gorg de les Nou Tirandes, Gorg dels Gendarmes, Gorgs de Benavent, algunes zones d'aiguamolls, com les Molleres de les Bertranes.

#### Canals d'irrigació
En el terme de Nyer es poden trobar el Rec d'en Martinet, el del Prat d'en Roca i el de Nyer, amb la seva resclosa.

### Orònims
Els espais geogràfics concrets i les formes de relleu que es donen a Nyer són ogagues, com el Bac de la Portella, el del Puig, el dels Alabarders, el dels Colits, el dels Verns, el de Moreries, el de Poca-roba i el Bagatell; boscs, com la Beçosa, el Bosc de la Gallinera, el de la Vall, o d'en Lavall, el del Forn, el dels Cortalets, el d'En, la Castanyadera; clots, com el Clot de la Moixera, el del Basco, el de Tonaixa, o Clots de Tonatxo, els Clotells, els Clots de Borgunyà, els Clots de Quers; colls, com la Collada de l'Ós, o, simplement, la Collada, el Coll de Bernat, el Coll de Bernat Alt, el Coll de Bernat Baix, el Coll de Cuna, el Coll de la Llosa, el Coll del Burro, el Coll del Pal, el Coll del Sabater, el Coll del Solà de les Aigües Calentes, el Coll de Tres Estelles, el Collet de l'Ànima Blanca, el Collet de la Pregonella, el Collet de la Rabadana, el Collet del Botàs, el Collet del Camp dels Carrals, el Collet del Monjo, el Collet de Moreries, els Collets; comes, com la Coma de l'Aram, la Coma Margarida, la Coma Negra i els Comalls; congosts, graus, estrets o gorges, com les Gorges de Nyer i els Graus de Canavelles; costes, com la Costa, la Costa Estreta, la Costa Llisa i les Costes; coves, com la Cova de la Por i la Cova del Porc, o de l'Orri; muntanyes, com el Pic del Pla de les Eugues, el Pic del Solà Gros, el Pic de Serra Gallinera, el Pic de Tres Estelles, el Puig, el Puig de la Costa Llisa, el Puig de la Feixa Llarga, el Puig de la Segalissa, el Puig de l'Escala, el Puig de l'Orri, el Puig del Senyor, o de Farinola, el Puig de Ribes Blanques, o de les Canals de Ribes Blanques, o Pic de les Canals de la Carn, el Roc dels Cimbells, el Roc dels Traspassats; planes, com les Esplanes, el Pla de les Eugues, la Plana, el Planell dels Orris, el Planell dels Alabarders i Planès, o Planís; serres i serrats, com la Serra, abans les Serres, Serra de Coma Negra, Serra de Cortines, Serra del Pou, Serra del Sordill, Serra de Poca-roba, Serra de Sant Pere, Serradill, Serra Gallinera, Serrat de Baix, o de Marians, Serrat o Serra de Faget, Serrat de la Creu, Serrat de la Fusta, Serrat de la Menta, Serrat de l'Ara, Serrat de la Tallada, Serrat del Camp del Solà, Serrat del Reinald, Serrat dels Meners dels Cóms i Serrat de Trement; solanes, com el Solà, el Solà de Juny (nom antic), el Solà de la Mare de Déu, el Solà de la Serp, el Sola de les Aigües Calentes, el Solà del Blai, el Solà de les Brugueres, el Solà de l'Esperella, o de les Perelles, el Solà de les Seixanta Voltes (dos de diferents al llarg del mateix camí de Mentet), el Solà del Mal Temps, el Solà del Pomer, el Solà del Puig, el Solà dels Alabarders, el Solà dels Alls, el Solà dels Carralls, el Solà de Moreries, el Solà de Nyer, el Solà d'en Potes, el Solà de Parguntí, el Solà de Poca-roba, la Solana de l'Orri, la Solana de Borgunyà i el Solellar, i valls, com la Vall.

### El terme comunal
Els indrets específics i partides del terme de Nyer són l'Abeurador, les Aigües Calentes, o Aigües Caldes, Aigües Fonts, els Alabarders, els Argentissos, l'Artiga, o Artiga de l'Ós, l'Avellanosa, el Brial, les Brugueres, o Burgueres, el Bugallar de la Descaire, Calç. Cambres d'Ase, Camp Baix de Riquera, Camp de Cortines, el Camp de Dalt, el Camp de Gallot, el Camp de la Casa, o de la Casona, el Camp de l'Alzina del Senyor, el Camp de la Roca, el Camp de la Serra, el Camp de la Terrera, el Camp del Clot, el Camp de l'Era, el Camp del Gat, el Camp del Mill, el Camp de l'Ordi, el Camp del Picamal, el Camp del Pla, el Camp dels Carralls, el Camp del Serrat, el Camp d'en Colomer, el Campillà, el Camp Rodon, el Camp Sant Just, els Camps d'Artís, els Camps de l'Illa, els Camps del Solà, la Canaleta, els Canals, els Canals de Ribes Blanques, el Cap de la Costa, el Cap dels Camps, els Castellassos, el Civadar, la Closa, la Closa de Porcinyans, els Colits, els Cóms, les Corbes, el Corni, la Cornyadera, els Corralets, els Cortalets, la Cossa, el Cotiu del Ferrer, la Creu, la Descàrrega, la Devesa de la Trilla, Donapà, l'Eirola, o el Cortal, les Embriagues, l'Era del Llacai, les Escales, l'Església d'En, les Esquerdes Blanques, la Farga, la Farga Nova, el Farinolar, les Feixes d'en Bidé, les Forques, o Camp Pudra, la Gallinera de Borgunyà, la Gavetosa de l'Orri, la Gleva, o Llis, de Poca-roba, el Gorg de l'Olla, la Grevolosa, l'Hort del Castell, la Jaça de la Descàrrega, la Jaça del Baró, la Jaça de les Artigues, la Jaça de les Cebes, la Jaça del Julià, la Jaça del Pomer, la Jaça del Roure, la Jaça dels Anyells de Borgunyà, la Jaça dels Cavalls, la Jaça dels Clots, la Jaça del Sill, la Jaça dels Marrans, la Jaça de Ribes Blanques, la Jaça Vella, Jaume Batlle, el Jornal, la Llisa Negra, les Llises de Querroig, la Llosa Negra, el Mallol, les Malloles, el Marge de la Vinya, el Martinet, el Mas d'en Porcinyans, els Meners, el Millarès, Moreries, els Olius, la Peirera, Perallonga, Poca-roba, el Pomerol, la Porta del Bronze, la Portella, el Portell del Tallat, Prat d'Avall, Prat de Dalt, Prat de l'Abat, Prat de la Catalana, Prat de la Molina, Prat d'en Roca, la Pregonella, Prunedós, les Queroles, la Reserva Natural de Nyer, Ribes Blanques de Borgunyà, Ribes de Riquera, Riquera, Roca de la Portella, Roca de la Resclosa, Roca del Coll de Cuna, Roca del Mirall, Roca del Pi, Roca dels Duis, la Roca de Nyer, Roca Roja, Roc de la Biga, Roc de la Jaça dels Anyells de Borgunyà, Roc de la Jaça Vella, Roc de l'Ànima Blanca, Roc de la Tomba, Roc del Camp del Picamal, Roc de l'Eirola, Roc de l'Escuder, Roc de les Guardioles, Roc de l'Espasa, Roc dels Fanganals, Roc del Tallat, Roc de Morlí, Roc de Querroig, o Roc Roig, Roners, les Saleres de la Beçosa, el Salt de l'Annamita, el Salt del Llop, el Sill, Sillols, la Tallada, o el Tallat, les Talladetes, el Tallat (un altre), els Tallats, Tartagó, els Tarters, els Terregalls, els Tillolers, el Torrent del Gavatxo, els Verns del Léon, la Vinya als Oms, el Vinyer Baix i el Vinyer del Senyor. Alguns són ja noms antics, en desús, només recordats en la memòria dels més grans, com el Camp Coí, el Camp de l'Era (diferent de l'anterior), el Camp del Pomer, el Capdamunt de la Trilla, Cortines (dos de diferents), l'Esquerda de la Tira de l'Ós, Falses Corbes, el Pas de l'Auró, el Pas d'en Pi, o de la Roca, Pi Rodon, les Planes, Prat de les Aigües Caldes, Roc de l'Orri, els Ruires, Terra Negra i Tremanets. Alguns dels topònims corresponen a senyals termenals, com la Pedra Dreta, el Piló del Coll del Burro, Roca Plana, Roc de Joan Hulló, Roc de la Cabana d'en Micolau, Roc del Camp d'Escaró, Roc del Coll del Pal, Roc del Puig de la Feixa Llarga, Roc del Serrat del Camp del Solà, Roc del Tallat.

## Transports i comunicacions

### Carreteres
Una sola carretera discorre pel terme de Nyer: la D - 57 (N - 116, a Oleta - Nyer), que uneix Oleta amb Nyer per la vall de la Ribera de Mentet. D'aquesta carretera arrenca la variant de la D - 57a (D - 57, a Soanyes i Marians - Soanyes), i d'aquesta arrenca la D - 57b (D - 57a, a Soanyes i Marians - Marians).

### Ferrocarril
Dins del terme de Nyer hi ha dues estacions de ferrocarril: l'Estació de Nyer i l'Estació dels Banys de Toès, totes dues de la línia del Tren Groc, Vilafranca de Conflent - la Tor de Querol. És la línia 12 TER Llenguadoc Rosselló. La primera és al cap de menys de 55 metres d'haver entrat en el terme de Nyer. Després d'aquesta estació, la via del ferrocarril travessa la riba dreta dels Graus de Canavelles, zona emboscada i d'orografia difícil. Passa pel viaducte de Nyer, de 53 metres de llarg, a 108 metres de l'estació, després de 60 metres pel Túnel de Nyer, de 138 metres de llarg, encara 429 metres més endavant passa per un altre viaducte, aquest de 50 metres de llarg. Tot seguit, al cap de 2.104 metres passa pel Túnel de Sanç I, de 56 metres, just després pel Túnel de Sanç II, de 121, i tot seguit arriba a l'estació dels Banys de Toès, que dista en total de l'estació de Nyer 2.247 metres. 347 metres després d'aquesta estació, el Tren Groc deixa el terme de Nyer i entra en el de Toès i Entrevalls.

### Transport públic col·lectiu
Nyer no té cap servei de transport públic habitual. Com altres pobles petits, disposa del TAD (Transport a la demanda).

### Els camins del terme
Els camins del terme de Nyer que l'uneixen amb els pobles i termes veïns són el Camí de Carançà des de Toès, el Camí de Marians, el Camí de Mentet, el Camí d'Escaró, o de Porcinyans, el Camí d'Escaró al Molí del Pont Nou, el Camí d'Oleta, des d'En, i la Ruta d'Oleta, abans Camí d'Oleta. A part, hi ha el Camí de Gran Recorregut GR - 10, o Camí del Coll del Pal, i la Carrerada, antic camí ramader, a més de la via del Tren Groc. Els camins interns del terme de Nyer són el Camí de la Farga Vella, el de la Font, el de la Vall, el del Castell, el del Coll del Pal, el de l'Ermitatge, o de la Capella, el de les Talladetes, el de l'Illa, el del Martinet, el del Pic de l'Orri, el del Puig, el dels Colits, el dels Cortalets, el dels Cortalets d'En, el dels Clots, o de Borgunyà, el d'En, el de Roners, el de Tres Estelles, ara Torn del Pic de Tres Estelles, la Ruta dels Annamites, la Ruta, inacabada, de Mentet i la Travessa de Queret, o Camí de l'Empriu.

## Activitats econòmiques
Nyer havia tingut mines de ferro, pertanyents al mateix jaciment que les veïnes mines d'Escaró, amb les quals comparteix història. El seu tancament, l'any 1962, suposà un cop molt dur per a l'economia de Nyer. Una altra de les activitats tradicionals de Nyer havia estat l'explotació forestal, que continua avui dia, però de forma molt diferent de com havia estat antigament; la Reserva Natural de Nyer l'ha feta canviar radicalment. L'explotació continua a la part que queda fora de la reserva, a ponent, que és, de fet, continuació del Bosc Comunal d'Entrevalls.
La superfície dedicada a l'agricultura no arriba a les 50 ha, repartides entre una vintena d'explotacions. A prop d'una tercera part es dedica a arbres fruiters, principalment albercoquers i algunes pomeres; hi ha tot just una mica de vinya, d'hortalisses i de cereals, però l'extensió màxima és ocupada per farratges i prats. Tanmateix, a penes hi ha bestiar de cap mena.

## Història

### Edat mitjana
El poble de Nyer apareix el segle xi, a través del castell de Ça Rocha, o Castell de la Roca de Nyer, o d'Anyer, molt probablement construït a partir d'una força anterior, visigòtica, que posseïa la capella castral de Sant Jaume. A l'entorn es formà el poble primitiu, atès que els vilatans hi cercaven protecció. El lloc esdevingué quasi del tot inexpugnable, gràcies a les roques on es troba, envoltat de cursos d'aigua que discorren molt per dessota de les roques.
Des de la mateixa Alta Edat Mitjana el terme de Nyer estava repartit en diversos alous, sobretot del monestir de Sant Andreu d'Eixalada, possessions que després passaren a Sant Miquel de Cuixà; tanmateix, la major part del territori restà en mans dels comtes de Cerdanya, a partir dels quals es transmeté als reis catalanoaragonesos, i mallorquins, en el seu moment. El castell comtal, després reial, era el Castell de la Roca de Nyer, seu de la Baronia de Nyer, que el 1304 fou infeudat al cavaller Guillem Sarroca, qui el transmeté al seu fill Ramon. El domini incloïa Nyer i Porcinyans, però no En. Ramon Sarroca en fou desposseït a ran del conflicte entre Jaume III de Mallorca i Pere III, però el recobrà el 1354. Mort sense descendència, el domini de Nyer passà al seu nebot Dalmau de Banyuls, senyor de Banyuls dels Aspres i de Montferrer, els descendents del qual el conservaren fins a la fi de l'Antic Règim. Foren les primeres generacions de Banyuls qui van construir, el segle xv, el Castell de Nyer, que fou reformat i modernitzat el segle xix.

### Edat Moderna
A principis del segle xvii Tomàs de Banyuls i de Llupià era el senyor de Nyer, on tenia dues fargues, la Farga Vella i la Farga Nova, a més d'altres fargues al Conflent i al Capcir (Fontpedrosa, Bordoll, d'Orellà, Ral, del Capcir, la Cassanya, de Sautó, Toès…). Va tenir un paper destacat en les lluites entre els dos bàndols de la noblesa catalana, fins al punt que s'ha suggerit que va donar nom al bàndol dels nyerros per la senyoria de Nyer. Tomàs de Banyuls va donar refugi al famós bandoler nyerro Serrallonga.
El net de Tomàs de Banyuls fou Tomàs de Banyuls i d'Orís, procurador general i governador en nom del Rei de França el 1642, en el moment de la Guerra dels Segadors, després de revoltar-se amb els catalans contra Felip IV de Castella, però el 1653 i 1654 encapçalà una nova revolta, la dels conflentins contra els francesos. El 1853 li fou confiscada pel rei de França la senyoria de Nyer, que fou lliurada a Josep de Margarit. Carles de Banyuls i Comte, fill de l'anterior, que havia recuperat la senyoria de Nyer, fou un dels protagonistes de la Revolta de Vilafranca, el 1674. Això feu que també li fossin confiscats tots els drets sobre Nyer, però foren cedits a la seva muller, Tomasina d'Ardena, filla de Josep d'Ardena, mariscal de camp de Lluís XIII de França, primera marquesa de Montferrer.

### Edat Contemporània
Ja al límit amb l'edat contemporània, cal tenir en compte que el darrer Banyuls senyor de Nyer i marquès de Montferrer fou Ramon-Antoni de Banyuls, contrarevolucionari, qui fugí el 1791 a causa de la Revolució Francesa. Els seus béns foren venuts a Roger, de Prada, qui el 1823 els bescanviava amb Escanyer, de Vinçà, que continuaren amb l'explotació de les fargues i de les mines. El 1854 els Escanyer venien mines i fargues a Hipòlit Dussard, qui continuà amb les explotacions, les modernitzà i hi construí un canal de regatge. Tanmateix una part de les propietats dels Banyuls, barons de Nyer, retornaren als seus antics propietaris.

## Demografia

### Demografia antiga
La població està expressada en nombre de focs (f) o d'habitants (h)
| 32 f | 19 f | 14 f | 10 f | 54 f | 23 f | 276 h | 30 f | 64 f |

(Fonts: Pélissier, 1986.)

### Demografia contemporània
| Evolució de la població |      |      |      |      |      |      |      |      |
| 1793                    | 1800 | 1806 | 1821 | 1831 | 1836 | 1841 | 1846 | 1851 |
| 303                     | 341  | 312  | 383  | 474  | 463  | 446  | 461  | 488  |

| 1856 | 1861 | 1866 | 1872 | 1876 | 1881 | 1886 | 1891 | 1896 |
| ---- | ---- | ---- | ---- | ---- | ---- | ---- | ---- | ---- |
| 436  | 415  | 393  | 389  | 381  | 387  | 413  | 390  | 373  |

| 1901 | 1906 | 1911 | 1921 | 1926 | 1931 | 1936 | 1946 | 1954 |
| ---- | ---- | ---- | ---- | ---- | ---- | ---- | ---- | ---- |
| 328  | 342  | 437  | 365  | 326  | 293  | 236  | 198  | 198  |

| 1962 | 1968 | 1975 | 1982 | 1990 | 1999 | 2005 | 2010 | 2015 |
| ---- | ---- | ---- | ---- | ---- | ---- | ---- | ---- | ---- |
| 163  | 137  | 112  | 140  | 132  | 108  | 182  | 162  | 152  |

Fonts: Ldh/EHESS/Cassini fins al 1999, després INSEE a partir deL 2004

### Evolució de la població

Població 1962-2008

## Administració i política

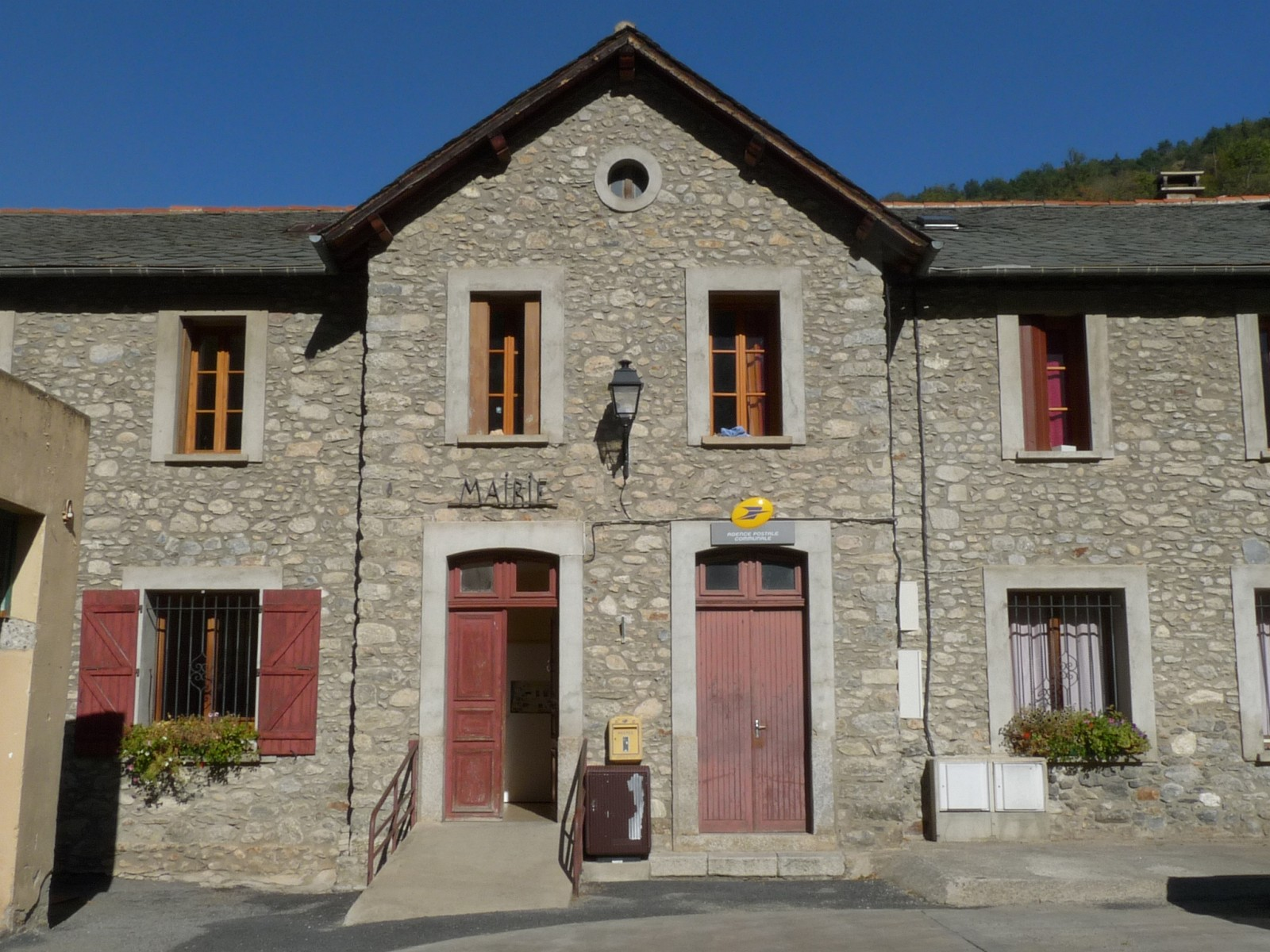
La Casa del Comú de Nyer

### Batlles
| Alcalde           | Període                       |
| ----------------- | ----------------------------- |
| Michel Margail    | 1937 - 1941                   |
| Jean Vidal        | 1941 - 1943                   |
| Michel Margail    | 1943 - 1983                   |
| Jean-Claude Peyre | 1983 - Març del 1995          |
| André Argiles     | Març del 1995 - Moment actual |

### Legislatura 2014 - 2020

#### Batlle
- André Argiles.

#### Adjunts al batlle[15]
- 1a:
- 2n:
- 3r: .

#### Consellers municipals
- Denis Argiles
- Monique Fabregat
- Philippe Farrugia
- Christian Fillols
- Jonathan Galindo
- Guillaume Husson
- Nicole Marais
- André Negre
- Guy Prats
- Michèle Torrent.

### Adscripció cantonal

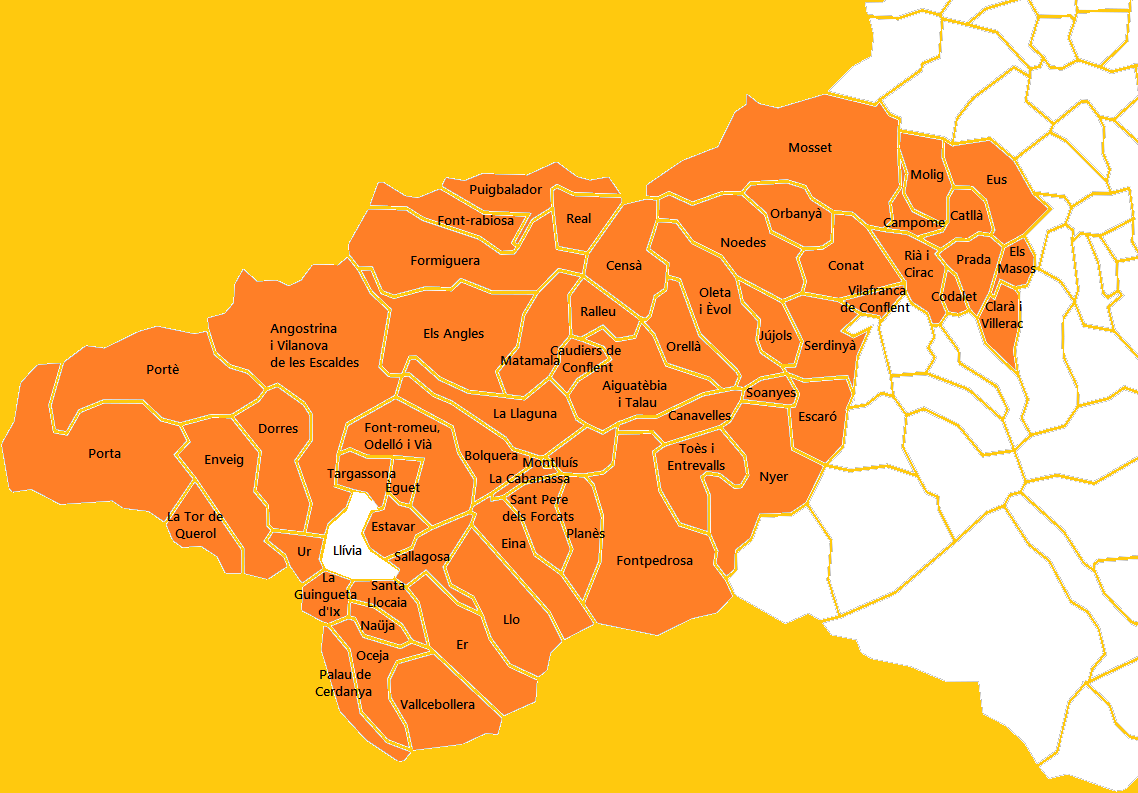
Mapa del Cantó dels Pirineus Catalans

A les eleccions cantonals del 2015 Nyer ha estat inclòs en el cantó número 13, dels Pirineus Catalans, que inclou els pobles d'Angostrina i Vilanova de les Escaldes, Bolquera, Dorres, Èguet, Eina, Enveig, Er, Estavar, Font-romeu, Odelló i Vià, la Guingueta d'Ix, Llo, Naüja, Oceja, Palau de Cerdanya, Porta, Portè, Sallagosa, Santa Llocaia, Targasona, la Tor de Querol, Ur i Vallcebollera, de la comarca de l'Alta Cerdanya, els Angles, Font-rabiosa, Formiguera, Matamala, Puigbalador i Ral, de la del Capcir, i les viles de Montlluís, Prada i Vilafranca de Conflent i els pobles d'Aiguatèbia i Talau, la Cabanassa, Campome, Canavelles, Catllà, Caudiers de Conflent, Censà, Clarà i Villerac, Codalet, Conat, Escaró, Eus, Fontpedrosa, Jújols, la Llaguna, Els Masos, Molig, Mosset, Noedes, Nyer, Oleta i Èvol, Orbanyà, Orellà, Planès, Ralleu, Rià i Cirac, Sant Pere dels Forcats, Sautó, Serdinyà, Soanyes i Toès i Entrevalls, de la del Conflent, amb capitalitat a Prada. Són conselleres per aquest cantó Jean Castex i Hélène Josende, de la Unió de la Dreta.

### Serveis comunals mancomunats
Nyer forma part de la Comunitat de comunes de Conflent - Canigó, amb capitalitat a Prada, juntament amb Prada, Arboçols, Campome, Campossí, Canavelles, Castell de Vernet, Catllà, Clarà i Villerac, Codalet, Conat, Cornellà de Conflent, Escaró, Espirà de Conflent, Estoer, Eus, Finestret, Fillols, Fontpedrosa, Fullà, Jóc, Jújols, Marqueixanes, els Masos, Mentet, Molig, Mosset, Noedes, Oleta i Èvol, Orbanyà, Orellà, Pi de Conflent, Rià i Cirac, Rigardà, Saorra, Serdinyà, Soanyes, Sornià, Tarerac, Taurinyà, Toès i Entrevalls, Trevillac, Vallestàvia, Vallmanya, Vernet, Vilafranca de Conflent i Vinçà.

## Ensenyament i Cultura
Com la majoria de pobles petits del Conflent, Nyer no té actualment escola pròpia i, com a la major part, l'edifici de les antigues escoles públiques serveix avui dia de Casa del Comú. Els seus infants van preferentment a les escoles d'Oleta, Saorra o Serdinyà, els seus adolescents i joves, per a secundària als col·legis de Prada i Font-romeu, i per al batxillerat als liceus dels mateixos llocs anteriors.

## Llocs d'interès
- L'església de Sant Jaume de Nyer
- El Castell de Nyer
- El Castell de la Roca de Nyer
- L'església de Sant Just i Sant Pastor d'En.

Al terme hi ha les ruïnes de l'antic poble independent d'En.

## Personatges lligats a la comuna

### Els Banyuls,barons de Nyeri marquesos deMontferrer
- Tomàs de Banyuls i de Llupià, Tomàs I
- Tomàs de Banyuls i d'Orís, Tomàs II
- Carles de Banyuls i Comte
- Ramon-Antoni de Banyuls i de Bellissèn.

### Altres
- Dominique Bouis.